# Голубой дракон (премия)
Кинопре́мия «Голубо́й драко́н» или (этимологически вернее) «Лазу́рный дракон», от персонажа восточной мифологии (кор. 청룡영화상, 靑龍映畵賞, Cheongryong Yeonghwasang, конц. Чхоннён Ёнхвасан) — южнокорейская кинематографическая премия, основанная крупнейшим ежедневным изданием страны «Чосон ильбо». Одна из двух наиболее престижных и освещающихся СМИ премий корейского кино (другая — премия «Большой колокол»).

## История и описание
Премия была впервые основана и выдана в 1963 году одним из крупнейших ежедневных изданий «Чосон ильбо». После 1973 года премия была упразднена в связи с введением корейским правительством системы экранных квот, приведшей к общему падению качества кинопродукции; впоследствии с 1990 года была восстановлена и поддерживалась принадлежащим тому же издательству «Sports Chosun» в сотрудничестве с телерадиокомпанией KBS (после 2010 — SBS).
В качестве кандидатов на премию рассматриваются высокохудожественные кинофильмы, показавшие популярность в прокате за прошедший год. Около 40 картин, прошедших предварительный отбор и составивших суммарный шорт-лист по различным номинациям, удостаиваются бесплатного для зрителей показа, после завершения которого в конце ноября или декабре открывается церемония награждения.

## Категории премии
В настоящее время премия вручается в следующих категориях/номинациях:

### Кинематограф
- Лучший фильм
(в 1963—1973 годах вручалась двум фильмам — игровому и неигровому)
- Лучший режиссёр
- Лучший режиссёр-новичок
- Лучший актер
- Лучшая актриса
- Лучший актер второго плана
- Лучшая актриса второго плана
- Лучший актер-новичок
- Лучшая актриса-новичок
- Лучший сценарий
- Премия «Голубой дракон» за лучший короткометражный фильм
- Премия «Голубой дракон» за лучшую музыку к фильму
- Премия «Голубой дракон» за лучшую работу художника-постановщика
- Премия «Голубой дракон» за техническую награду
- Самая популярная звезда
- Самый популярный фильм

### Телевидение
Телепремия «Голубой дракон» была учреждена в 2022 году, газетой «Sports Chosun» (родственный бренд «Чосон ильбо») и предназначена для награждения за выдающиеся достижения в области потокового телевидения и OTT в Южной Корее. Наградой отмечаются только оригинальные дорамы и развлекательные программы, созданные и поддержанные потоковыми сервисами, предлагаемыми в Корее, включая Netflix, Disney+, seezn, Apple TV+, WATCHA, wavve, Kakao TV, Coupang Play и TVING.

## Лауреаты кинопремии в основных номинациях по годам

### 1963—1973 годы (до упразднения премии)
| №  | Год премии | Лучший фильм                                  | Лучший фильм                                 | Режиссёрская работа                     | Мужская роль первого плана            | Женская роль первого плана           | Мужская роль второго плана             | Женская роль второго плана            |
| №  | Год премии | Неигровой                                     | Игровой                                      | Режиссёрская работа                     | Мужская роль первого плана            | Женская роль первого плана           | Мужская роль второго плана             | Женская роль второго плана            |
| -- | ---------- | --------------------------------------------- | -------------------------------------------- | --------------------------------------- | ------------------------------------- | ------------------------------------ | -------------------------------------- | ------------------------------------- |
| 1  | 1963       | «Doraoji anneun haebyong» (реж. Ли Манхи)     | «Hyeolmaek» (реж. Ким Суён)                  | —                                       | Ким Сынхо («Hyeolmaek»)               | Хван Джонсун («Hyeolmaek»)           | Чхве Намхён («Hyeolmaek»)              | Чхве Джехи («Gimyakguk-ui Ttaldeul»)  |
| 2  | 1964       | «Ing-yeo Ingan» (реж. Ю Хёнмок)               | «Нактонган» (реж. Ким Хэно)                  | —                                       | Ким Джинкю («Ing-yeo Ingan»)          | Мун Джонсун («Doraboji mara»)        | Чхве Мурён («Ppalgan mahura»)          | Хван Джонсун («Ing-yeo Ingan»)        |
| 3  | 1965       | «Хондо» (реж. Чон Тхэг И)                     | «Jeo haneuledo seulpeumi» реж. Ким Суён      | «Jeo haneuledo seulpeumi» реж. Ким Суён | Чхве Мурён («Namgwa Buk»)             | Ом Эннан («Areumdaun Nundongja»)     | Пак Носик («Yongsaneun Sara Itda»)     | Хван Джонсун («Nalgae Bu-in»)         |
| 4  | 1966       | «Wolnam jeonseon» (реж. Ким Мук)              | «Sijang», реж. Ли Манхи                      | «Sijang», реж. Ли Манхи                 | Син Ёнгюн («Sijang»)                  | Мун Джонсук («Sijang»)               | Хо Джанган («Gunbeon-eobsneun Yongsa») | Чо Мирён («Naungyuui ilsaeng»)        |
| 5  | 1967       | «Heungbuwa Nolbu» (реж. Кан Тхэун)            | «Sanbul» (реж. Ким Суён)                     | Ким Суён («Sagyeokjang-ui Aideul»)      | Ким Сынхо («Mansun»)                  | Чу Джыннё («Sanbul»)                 | Ким Хыйгап («San»)                     | Хан Ынджин («Ggachi Sori»)            |
| 6  | 1969       | «Seongnyeon Hanguk» (реж. Ким Хаксу)          | «Kaineui huye», реж. Ю Хёнмок                | «Kaineui huye», реж. Ю Хёнмок           | Син Ёнгюн («Daewongun»)               | Нам Джонъин («Bun-nyeo»)             | Пак Носик («Kaineui huye»)             | Хван Джонсун («Gyubang»)              |
| 7  | 1970       | «Millim-ui cheombyeong» (киностудия ВС Кореи) | «Dok jinneun neulgeuni» реж. Чхве Хавон      | «Dok jinneun neulgeuni» реж. Чхве Хавон | Пак Носик («Doraon Paldo Sanai»)      | Ким Джими («Neo-ui Ireum-eun Yeoja») | Хо Джанган («Bom Bom»)                 | Са Миджа («Tteonaya hal salam-eun»)   |
| 8  | 1971       | «Seonchagjang»                                | «Oghab-eul kkaetteulil ttae» (реж. Ким Суён) | Ким Гиён («Hwanyeo»)                    | Чхве Мурён («30nyeonman-ui daegyeol») | Юн Ёджон («Hwanyeo»)                 | Хван Хэ («Hwanghon-ui je3budu»)        | Чон Гехён («Hwanyeo»)                 |
| 9  | 1972       | «1950 nyeon 04 si»                            | «Seoghwachon» (реж. Чон Джин У)              | Ким Хёджон («Sojangsu»)                 | Пак Носик («Sojangsu»)                | Юн Джонхи («Seoghwachon»)            | Юн Ильбон («Seoghwachon»)              | Сон Инсук («Neugdae-wa goyang-ideul») |
| 10 | 1973       | «Nammollae mud-eun hang-ali» (реж. А Хантхэ)  | «Sam-il Cheonha» (реж. Син Санок)            | Чон Джину («Seomgaeguli manse»)         | Син Ёнгюн («Sam-il Cheonha»)          | Юн Джонхи («Hyonyeo Simcheong»)      | Чан Хёксу («Seomgaeguli manse»)        | Чхве Джунмин («Hongsalmun»)           |

### После возобновления премии в 1990-м году

#### 1990-е годы
| №  | Год премии | Лучший фильм                                        | Режиссёрская работа                                 | Мужская роль первого плана                                         | Женская роль первого плана                            | Мужская роль второго плана         | Женская роль второго плана                          |
| -- | ---------- | --------------------------------------------------- | --------------------------------------------------- | ------------------------------------------------------------------ | ----------------------------------------------------- | ---------------------------------- | --------------------------------------------------- |
| 11 | 1990       | «Geudeuldo uri-cheoreom» (реж. Пак Квансу)          | Чон Джиён («Nambugun»)                              | Ан Сонги («Nambugun»)                                              | Вон Мигён («Danji geudaega yeojalaneun i-yuman-eulo») | Чхве Минсу («Nambugun»)            | Сон Сук («Danji geudaega yeojalaneun i-yuman-eulo») |
| 12 | 1991       | «Sa-ui chanmi» (реж. Ким Хосун)                     | Им Квонтхэк («Gaebyeok»)                            | Лим Сонмин («Sa-ui chanmi»)                                        | Чан Михи («Sa-ui chanmi»)                             | Ли Гёнъён («Sa-ui chanmi»)         | Ким Боён («Eunma-neun oji anhneunda»)               |
| 13 | 1992       | «Urideul-ui ilgeuleojin yeongung» реж. Пак Чонвон   | «Urideul-ui ilgeuleojin yeongung» реж. Пак Чонвон   | Мун Сонгын («Gyeongmajang ganeun gil»)                             | Кан Суён («Gyeongmajang ganeun gil»)                  | Токко Ёнджэ («Ha-yanjeonjaeng»)    | Ли Хеён («Myeong-ja Akkiko Ssonya»)                 |
| 14 | 1993       | «Seopyeonje» (реж. Им Квон Тэк)                     | Ким Юджин («Chamgyeon-eun no salang-eun o-ye»)      | Ким Мёнгон («Seopyeonje»)                                          | Ким Хесу («Cheos-salang»)                             | Ан Бёнгён («Seopyeonje»)           | Ким Хесон («Chamgyeon-eun no salang-eun o-ye»)      |
| 15 | 1994       | «Taebaek Sanmaek» (реж. Им Квон Тэк)                | Чан Сон У («Neo-ege naleul bonaenda»)               | Мун Сонгын («Neo-ege naleul bonaenda») Пак Чунхун («Правила игры») | Чхве Мёнгиль («Jangmibich insaeng»)                   | Ким Гапсу («Taebaek Sanmaek»)      | Чон Гёнсун («Taebaek Sanmaek»)                      |
| 16 | 1995       | «Areumdaun cheongnyeon Jeon Tae-il» реж. Пак Квансу | «Areumdaun cheongnyeon Jeon Tae-il» реж. Пак Квансу | Чхве Минсу («Террорист»)                                           | Ким Хесу («Доктор Бон») Пан Ын Чжин («301, 302»)      | Хо Джунхо («Террорист»)            | Сон Оксук («Gaegat-eun nal-ui ohu»)                 |
| 17 | 1996       | «Chukje», реж. Им Квон Тэк                          | «Chukje», реж. Им Квон Тэк                          | Мун Сонгын («Лепесток»)                                            | Сим Хеджин («Bak Bonggon gachulsageon»)               | Ким Хакчхоль («Рождённый убивать») | Чо Ынсук («День, когда свинья упала в колодец»)     |
| 18 | 1997       | «Зелёная рыба», реж. Ли Чхандон                     | «Зелёная рыба», реж. Ли Чхандон                     | Хан Соккю («Зелёная рыба»)                                         | Син Ынгён («Chang»)                                   | Сон Канхо («№ 3»)                  | Чон Кёнсун («Chang»)                                |
| 19 | 1998       | «Рождество в августе» (реж. Хо Джинхо)              | Хон Сансу («Сила провинции Кангвон»)                | Пак Синян («Yagsog»)                                               | Сим Ынха («Рождество в августе»)                      | Чон Джинён («Yagsog»)              | Ю Хеджон («Kiseuhalkka-yo?»)                        |
| 20 | 1999       | «Спрятаться негде» (реж. Ли Мёнсе)                  | Кан Джегю («Шири»)                                  | Ли Джонджэ («Tae-yang-eun eobda»)                                  | Чон Доён («Орга́н моего сердца»)                       | Чан Донгон («Спрятаться негде»)    | Ли Миён («Орган моего сердца»)                      |

#### 2000-е годы
| №  | Год премии | Лучший фильм                                                | Режиссёрская работа                               | Мужская роль первого плана                              | Женская роль первого плана               | Мужская роль второго плана                   | Женская роль второго плана                   |
| -- | ---------- | ----------------------------------------------------------- | ------------------------------------------------- | ------------------------------------------------------- | ---------------------------------------- | -------------------------------------------- | -------------------------------------------- |
| 21 | 2000       | «Объединённая зона безопасности» реж. Пак Чхан Ук           | «Объединённая зона безопасности» реж. Пак Чхан Ук | Соль Гёнгу («Мятная конфета»)                           | Ли Миён («Mulgogijari»)                  | Син Хагюн («Объединённая зона безопасности») | Ха Чжи Вон («То же»)                         |
| 22 | 2001       | «Однажды весной» (реж. Хо Чжинхо)                           | Сон Хэсон («Файлан»)                              | Чхве Минсик («Файлан»)                                  | Чан Джинён («Дрожь»)                     | Ан Сонги («Воин»)                            | О Джихе («Братья Вайкики»)                   |
| 23 | 2002       | «Штрихи огня», реж. Им Квонтэк                              | «Штрихи огня», реж. Им Квонтэк                    | Соль Гёнгу («Враг общества»)                            | Ким Юнджин («Страсть»)                   | Ю Донгын («Замужем за мафией»)               | Сон Юн А («Беглецы»)                         |
| 24 | 2003       | «Весна, лето, осень, зима… и снова весна» (реж. Ким Ки Дук) | Пак Чхан Ук («Олдбой»)                            | Чхве Минсик («Олдбой»)                                  | Чан Джинён («Одинокие»)                  | Пэк Юнсик («Спасти зеленую планету!»)        | Кан Хе Чжон («Олдбой»)                       |
| 25 | 2004       | «Сильмидо», реж. Кан Усок                                   | «Сильмидо», реж. Кан Усок                         | Чан Донгон («38-я параллель»)                           | Ли Наён («Кто-то особенный»)             | Чон Джэён («Сильмидо»)                       | Ём Джонъа («Обман в особо крупных размерах») |
| 26 | 2005       | «Сочувствие госпоже Месть» (реж. Пак Чхан Ук)               | Пак Чжин Пё («Ты моя радость»)                    | Хван Джонмин («Ты моя радость»)                         | Ли Ён Э («Сочувствие госпоже Месть»)     | Лим Харён («Добро пожаловать в Тонмакколь»)  | Кан Хечжон («Добро пожаловать в Тонмакколь») |
| 27 | 2006       | «Вторжение динозавра» (реж. Пон Чжун Хо)                    | Ким Тхэён («Семейные узы»)                        | Ан Сонги, Пак Чунхун («Radio Star»)                     | Ким Хесу («Цветы зла»)                   | Пён Хыйбон («Вторжение динозавра»)           | Чон Юми «Семейные узы»                       |
| 28 | 2007       | «Шоу должно продолжаться» (реж. Хан Джэрим)                 | Хо Джинхо («Счастье»)                             | Сон Канхо («Шоу должно продолжаться»)                   | Чон Доён («Тайное сияние»)               | Ким Санхо («Jeul-gu-woon In-saeng»)          | На Мунхи («Жестокий зимний блюз»)            |
| 29 | 2008       | «Uri saengae choego-ui sungan» (реж. Лим Сунре)             | Ким Чжи Ун («Хороший, плохой, долбанутый»)        | Ким Юнсок («Преследователь»)                            | Сон Е Чжин («Моя жена вышла замуж»)      | Пак Хыйсун («Семь дней»)                     | Ким Джиён («Uri saengae choego-ui sungan»)   |
| 30 | 2009       | «Мать» (реж. Пон Чжун Хо)                                   | Ким Ёнхва («Взлёт»)                               | Ким Мёнмин («Ближе к небесам»)                          | Ха Чжи Вон («Ближе к небесам»)           | Джин Гу («Мать»)                             | Ким Хэсук («Bakjwi»)                         |
| 31 | 2010       | «Тайное воссоединение» (реж. Чан Хун)                       | Кан Усок («Омут»)                                 | Чон Джэён («Омут»)                                      | Су Э («Полночь-FM») Юн Джонхи («Поэзия») | Ю Хэджин («Омут»)                            | Юн Ёджон («Служанка»)                        |
| 32 | 2011       | «Несправедливые», реж. Рю Сынван                            | «Несправедливые», реж. Рю Сынван                  | Пак Хэиль («Стрела. Абсолютное оружие»)                 | Ким Ханыль («Слепая»)                    | Рю Сыннён («Стрела. Абсолютное оружие»)      | Ким Суми («Позднее цветение»)                |
| 33 | 2012       | «Пьета» (реж. Ким Ки Дук)                                   | Чон Джиён («Непокоренный»)                        | Чхве Минсик («Безымянный гангстер: По законам времени») | Лим Суджон («Всё о моей жене»)           | Рю Сыннён («Всё о моей жене»)                | Мун Джонхи («Yeongasi»)                      |
| 34 | 2013       | «Желание» (реж. Ли Чжун Ик)                                 | Пон Чжунхо («Сквозь снег»)                        | Хван Джонмин («Новый мир»)                              | Хан Хёджу («Gamsijadeul»)                | Ли Джонджэ («Читающий лица»)                 | Ра Миран («Со Вон»)                          |
| 35 | 2014       | «Адвокат» (реж. Ян Усок)                                    | Ким Ханмин («Битва за Мён Рян»)                   | Сон Канхо («Адвокат»)                                   | Чхон Ухи («Хан Гон Чжу»)                 | Чо Чжинун («Трудный день»)                   | Ким Юнэ («Адвокат»)                          |
| 36 | 2015       | «Убийство» (реж. Чхве Донун)                                | Лю Сонван («Ветеран»)                             | Ю Аин («Садо»)                                          | Ли Чонхён («Алиса в Эрнестландии»)       | О Далсу («Ода моему отцу»)                   | Чон Хеджин («Садо»)                          |
| 37 | 2016       | «Инсайдеры» (реж. У Минхо)                                  | На Хончжин («Вопль»)                              | Ли Бёнхон («Инсайдеры»)                                 | Ким Минхи («Служанка»)                   | Дзюн Кунимура («Вопль»)                      | Пак Со Дам («Чёрные священники»)             |
| 38 | 2017       | «Таксист» (реж. Чан Хун)                                    | Ким Хёнсок («Ай кэн спик»)                        | Сон Канхо («Таксист»)                                   | На Мунхи («Ай кэн спик»)                 | Чин Сонгю («Криминальный город»)             | Ким Соджин («Король»)                        |
| 39 | 2018       | «1987» (реж. Чан Джунхван)                                  | Юн Джонбин («Шпион пошёл на Север»)               | Ким Юнсок («Шпион пошёл на Север»)                      | Хан Джимин («Мисс Пэк»)                  | Ким Джухёк («Сторонник»)                     | Ким Хянги («С Богами: Два мира»)             |